# Baronia de Torrà
La baronia de Torrà va ser creada l'any 1706 per atorgament del títol de Baró per part de l'Arxiduc Carles a Argimon Torrà, comerciant d'aiguardents i mercader de Cabanelles, en reconeixement de la feina realitzada per aquest a la causa austriacista a les comarques gironines, ja que va finançar amb els seus diners bona part de les partides austriacistes de la zona. La creació d'aquesta baronia no va anar acompanyada de la cessió de cap domini jurisdiccional, ja que només va ser un títol nobiliari atorgat a un prohom de la causa del pretendent a la corona hispànica.
Amb la desfeta catalana de l'any 1714 la Baronia de Torrà fou abolida per les noves autoritats filipistes, la Junta Superior de Gobierno y Justicia, bona part de les terres dels Torrà van ser confiscades, tot i que aquest havia fugit a la Cort de Viena amb els seus.
L'any 1718 el segon fill d'Argimon Torrà, Joan Francesc Torrà, es va unir a les tropes de Pere Joan Barceló El Carrasclet, participant en les accions de l'exèrcit d'aquest a les comarques del Priorat, el Camp de Tarragona, la Ribera d'Ebre i la Terra Alta. Finalitzades les hostilitats l'any 1720, va tornar a servir als exèrcits imperials, arribant a tenir el grau de capità.
Amb la signatura dels tractats de pau entre l'arxiduc Carles i Felip V de l'any 1726, es van reconèixer tots els títols atorgats per l'arxiduc en el període que fou reconegut com a rei per les Corts catalanes de 1706 i es va decidir retornar tots els béns confiscats als defensors de la causa austriacista, recuperant els Torrà la condició nobiliària i llurs dominis. Tant Argimon Torrà com el seu fill Joan Francesc van restar a Viena, on varen traspassar, però sí que tornà al Principat en Llucià Torrà, en condició d'hereu, reprenent el negoci familiar d'aiguardents.
El títol de Baró de Torrà es va anar transmetent de generació en generació dins la família Torrà. Tot i mantenir diversos negocis, a part dels aiguardents que van ser abandonats arran de la fil·loxera, els Torrà mai no han abandonat la casa pairal de Can Torrà a Cabanelles.
L'actual Baró de Torrà, el novè en la successió de la nissaga, és Francesc Llorens i Torrà.